# Danilo Furlan
Danilo Furlan, slovenski geograf, klimatolog, pedagog in publicist, * 20. marec 1913, Trst, † 8. februar 2003, Ljubljana.

## Življenjepis
Danilo Furlan se je rodil v Trstu, od koder se je z družino po prvi svetovni vojni preselil v Ljubljano, kjer je končal srednjo šolo. Leta 1937 je diplomiral na Filozofski fakulteti v Ljubljani iz geografije in zgodovine ter se šele 1940 zaposlil na šoli v Dolnji Lendavi. Med drugo svetovno vojno se je vrnil v Ljubljano. Po osvoboditvi je najprej poučeval na Srednji gospodarski šoli v Mariboru. Leta 1950 pa se je zaposlil na takratni Upravi hidrometeorološke službe Slovenije, sedanjem Uradu za meteorologijo (ARSO). Opravil je izpit iz meteorologije in prevzel mesto načelnika klimatološke službe. Upokojil se je leta 1979.

## Delo
Od leta 1950 je delal pri Upravi hidrometeorološke službe Slovenije, bil upravnik observatorija v Ljubljani in od 1955 do 1970 vodja klimatološke službe. Proučeval je padavine, temperature in vlažnost oziroma sušnost. Objavil je razprave o vetrovih, oblačnosti in sneženju, praktični klimatologiji in klimatoloških razmerah v Jugoslaviji. Sodeloval je pri klimatološkem atlasu Jugoslavije; v tujini pa je objavil razpravo o klimatskih razmerah v jugovzhodni Evropi.
Danilo Furlan se po obsegu in temeljitosti uvršča med vodilne slovenske klimatologe. V razpravah in delih, katere obsegajo preko 150 enot je razširil in poglobil vremenoslovsko in klimatološko vedenje. 